# Bureau 13
Bureau 13 (укр. Бюро 13) — пригодницька відеогра 1995 року, розроблена Take-Two Interactive і видана GameTek для систем MS-DOS і Microsoft Windows. Вона заснована на однойменній рольовій грі й була створена авторами «Пекло: Кіберпанковий трилер». Існували плани щодо розширення списку платформ, що підтримують цю відеогру, але Bureau 13 так і не вийшла на Amiga та CD32.

## Огляди
Рецензент журналу Next Generation прокоментував: «Хоча в деяких аспектах гра дещо простенька порівняно з конкурентами, Bureau 13 має достатньо оригінальності, щоб у неї варто було зіграти ще раз». Він дав їй дві з п'яти зірок.
Ретроспективно, Річард Коббетт з PC Gamer вважає, що «Bureau 13 — це дійсно тупа гра з деякими розумними ідеями — одна з тих, які насправді не працюють, але мали б», з «найнезграбнішим інтерфейсом, який коли-небудь з'являвся у світі, і одним з найнудніших світів».